# 施泰滕 (阿尔高州)
施泰滕（德語：Stetten，發音：[ˈʃtɛtn̩] ⓘ）是瑞士阿尔高州的一个市镇。该市镇总面积为4.41平方千米，截至2018年12月31日总人口为2,201人。